# الفهود السود: طليعة الثورة (فلم)
الفهود السود: طليعة الثورة (بالإنجليزية: The Black Panthers: Vanguard of the Revolution)، هُو فيلم وثائقي أمريكي صدر سنة 2015 وأخرجه وكتب نصه المُخرج ستانلي نيلسون.

## وصلات خارجية
- مقالات تستعمل روابط فنية بلا صلة مع ويكي بيانات